# Ludwig Yomtow Bató
Ludwig Yomtow Bató (hebräisch לודוויג יומטוב באטו; geboren 13. Februar 1886 in Alsókubin, Österreich-Ungarn; gestorben 2. Juli 1974 in Ramat Gan) war ein österreichisch-israelischer Publizist.

## Leben
Ludwig Yomtow Bató studierte 1906/07 in Turin und wurde promoviert, er gründete dort eine zionistische Gruppe. Er kehrte nach Ungarn zurück und ging 1910 nach Wien. Dort war er bis 1933 bei der Donaudampfschifffahrtsgesellschaft als Sekretär beschäftigt. Er engagierte sich in zionistischen Vereinigungen, war von 1914 bis 1918 Herausgeber der Jüdischen Zeitung, des offiziellen Organs des österreichischen Zionismus, sowie 1915 bis 1921, gemeinsam mit Otto Abeles, des „Jüdischen Nationalkalenders“ und 1924 bis 1935 gemeinsam mit Martha Hofmann des „Jüdischen Almanachs“. 
Bató arbeitete von 1911 bis 1914 an der russischen Jüdischen Enzyklopädie von Brockhaus und Efron mit und von 1928 bis 1930 an der deutschen Encyclopaedia Judaica. Er war Mitglied im Vorstand des 1918 eingerichteten Österreichischen Jüdischen Nationalfonds und des Zionistischen Landesverbandes. 1933 ging er nach Bukarest, wo er die Leitung des Jüdischen Nationalfonds übernahm. 1940 flüchtete er nach Palästina, wo er an der hebräischen jüdischen Enzyklopädie mitarbeitete. 
Er erhielt 1964 den wissenschaftlichen Preis der Theodor Körner-Stiftung. 

## Schriften (Auswahl)
- Die Juden im alten Wien. Wien: Phaidon, 1928 (Neuauflage 2011)
- Untergang des Judenthums in Sowjetrussland. Wien: Selbstverlag, 1930
- Don Josef Nassi. Tel Aviv: Masadah, 1942 (he)